# 쌉니다 천리마마트
《쌉니다 천리마마트》는 김규삼이 네이버 웹툰에 연재했던 웹툰이다. 굴지의 대기업 DM그룹에서 만들어냈으나 DM그룹 뿐만 아니라 경기도 봉황시라는 가상의 도시 전체에서도 가장 골칫거리인 천리마마트를 소재로 한 만화이다. 주인공은 대학교까지 졸업했으나 취업이 안되는 상황에서 DM그룹에 취업한다는 사실에 처음에는 좋아했으나 천리마마트의 정체를 알고난 뒤부터 절망적인 인생을 살고 있다. 하지만 후엔 천리마마트 사장님과 주위인물의 마음에 감동하게 되는데..
쌉니다 천리마마트의 프롤로그부터도 한 유력한 정치인이 선거공약으로 천리마마트를 다른 도시로 보낸다는 설정으로 천리마마트의 심각성을 강조하고 있다.

## 등장인물

### 천리마마트
- 문석구(드라마: 이동휘 분)

천리마마트의 점장. (설정상)명문 4년제 엄석대학교 사이버전사학과를 졸업했음에도 불구하고 취직이 되지 않아 고생중에 굴지의 DM그룹에 취직되어 기뻐한다. 그러나 문석구가 간 곳은 DM그룹에서도 쓰레기로 취급당하는 천리마마트. 미래가 없는 천리마 마트의 상황에 좌절하며 하루 하루를 보내지만 그러던 와중에 DM그룹 이사였던 정복동이 천리마마트에 부임해 오면서 천리마마트 재건에 대한 희망을 갖는다. 하지만 희망도 잠시, 온갖 이해할 수 없는 일들을 벌이는 정복동에게 경악하며 그가 추진하는 일을 막아내기 위해 노력하고 있으나 별 성과는 없다. 문석구 본인 역시 종종 이해하기 힘든 사차원의 면모를 보인다. 덕분에 권영구 이사의 천적. 가족은 대입 수학능력시험을 치고 얼마 안 있어 죽은 어머니가 있다. 잘생긴 외모를 가졌다.
- 정복동(드라마: 김병철 분)

전직 DM그룹 이사. 현직 천리마마트 사장. 과거 DM그룹 회장의 최고의 심복이었으나, 털이 나게 하는 자동차 왁스 개발에 대한 논쟁에 말려들어 좌천되었다. 그 복수심에 불타올라 안 그래도 망해가는 천리마마트를 더욱 더 망하게 만들어 DM그룹 자체를 법정파산 시키기 위해 곤룡포 티셔츠를 만들어서 직원들의 유니폼으로 삼고 아무나 마구잡이로 직원으로 선발하고, 막장정책과 아이템을 마구잡이로 사용하나, 하나같이 대박을 터뜨리는 기현상을 일으킨다. 가족관계로는 아내와 아들이 있다. 과거 대마그룹 인사담당 총괄이었는데 이 당시 많은 직원들을 해고시키기로 악명 높았었다.
- 최일남(드라마: 정민성 분)

본래는 금탑은행 연신내 지점 과장이었지만 금융위기로 정리해고를 당한이후 대리운전을 하다가 우연히 정복동의 천리마마트 정직원모집에 참여하여 직원이 된다. 사회경력이 있는만큼 본사의 돌아가는 상황파악이 가장 빠르다.
- 조민달(드라마: 김호영 분)

락에 미쳐살다가 취직을 못해 아내에게 구박받던 도중 정복동의 천리마마트 정직원 모집으로 취업한다. 그다지 똑똑하지 않지만, 처세술이 있어서 사회경력이 많은 최일남의 행동을 눈여겨본다. 밴드팀에서는 보컬겸 기타리스트였지만, 사실상 그 실력은 최악. 정복동의 배려로 마트 옥상에서 데스메탈 공연을 열었으나 반응은 참혹했고 되려 그들의 노래에 격분해 무대에 난입, 구타를 휘두른 오인배에게 사람들의 환호가 쏟아진다.  가족으로는 아내 외에도 아직어린 아들이 있다.
- 깡패(오인배)(드라마: 강홍석 분)

천리마마트 고객만족센터 담당자. 본래에는 자해공갈이 특기인 깡패였지만, 천리마마트 정직원모집하는 곳에 쳐들어갔다가 정복동의 막무가내에 의해 정직원으로 채용된다. 이후 올바르게 살아보려고하지만 가끔씩 문석구점장에게 깡패로서의 폭력행동이 튀어나온다. 천리마마트 직원들 중 빠야족을 제외하고 유일하게 이름이 안나왔다가 47화에서 이름이 밝혀졌다.
- 빠야족 / 피엘레꾸(드라마: 최광제 분 외 9명)

6화부터 등장. 아마존의 부족으로 천리마마트에 40명이 취직했다. 말빨과 연기력이 거의 고도의 수준이며 엄청나게 부지런해서 천리마마트에 가장 일찍 출근한다. 천리마마트에서 빠야족의 직책은 무려 인간카트로 빠야족 구성원이 망태기를 메고 다니는 것을 사용한다. 함께다니며 손님들에게 상품설명을 하는 것으로 상당히 호평중. 9화에서 추장 피엘레꾸가 천리마마트 노조위원장이된다.
- 조해병

12화부터 등장. 천리마마트 주차장 교통정리 담당자. 봉황시 해병대전우회의 최고참으로 해병정신이 투철하였으나 정복동의 어마어마한 고용급여에 포섭되었다.
- 고미주(드라마: 김규리 분)

14화부터 등장. 천리마마트 서점코너 담당자. 초등학생으로 어머니는 집을나가고, 아버지마저 교통사고로 사망하자 죽은 아버지를 취직시켜달라며 찾아온것을 정복동이 정사원으로 받아들인다. 어린나이에 똘똘하며 다른 직원들과의 붙임성을 선보이며 화합적인 분위기를 이끌어낸다.
- 조미란(드라마: 정혜성 분)

19화부터 등장. DM그룹 총무부에 입사한 여사원. 영어, 불어, 일본어까지 4개국어를 습득하고있으며, 지성과 미모를 겸비한 엘리트 사원이지만 입사 이후 계속되는 격무로 인생을 즐기지 못한데 아쉬움이 컸다. 권영구의 명으로 정복동의 약점을 캐라는 지령을 받아 천리마마트로 발령받지만, 되려 정복동의 품성에 감화되어 정복동라인에 붙어버린다. 지금껏 쌓아온것을 무너뜨리지 않기 위해 정복동을 본사에 복귀시키는 것을 목표로 동분서주한다. 지성파처럼 보이지만 가끔 폭주하여 나사풀린 행동을 하기도 한다.

### DM그룹
- 회장(드라마: 이순재 분)

DM그룹 총수. 털이 나게 하는 자동차왁스 개발건으로 인하여 정복동 이사를 천리마마트로 좌천시켰다. 그 외에 쓸데없는 사고방식이 많아 천리마마트등 DM그룹이라는 명성과는 전혀 어울리지 않는 부산물들을 만들어냈다.
- 김갑(드라마: 이규현 분)

부사장. DM그룹 회장 손자. 항상 갑으로 사는 것이 신조이다. 그러나 빠야족이 관련되면 언제나 처참하게 무너지는 모습을 보인다.
- 권영구(드라마: 박호산 분)

DM그룹의 이사. 정복동의 라이벌로 정복동을 몰락시키는 것이 그의 인생 목표이다. 정복동과 같이 DM그룹의 2인자였을 시절에는 그러한 야망을 내색하지 않았으나 정복동이 천리마마트로 좌천하자 바로 정복동을 몰락시키는 작업을 시작했다. 결국 권영구는 천리마마트의 점장 문석구를 매수하려 시도한다.
- 권지나(드라마: 이다빈 분)

권영구 이사의 딸. 원래 대마건설에 소속된 직원이었으나 아버지가 근무하게 된 천리마마트로 발령되었다. 문석구를 놓고 조미란과 라이벌 관계를 형성했다.
- 박일웅(드라마: 배재원 분)

## 천리마마트의 기업정보
- 회사명 : 천리마마트
- 소속 : (주)DM그룹
- 사장 : 정복동
- 직원 수 : 현재 50명(정복동, 간부급 직원 10명 및 빠야족 40명)
  - 파트타임 근무자 : 알바 200명 이상 (17화 참조)
- 자산 : 부채만 잔뜩 있을 뿐 자산은 없다.

## 기타 정보
- 이 만화에 등장하는 곤룡포 티셔츠는 다른 기업에서 '손님은 왕이다.'라는 사고방식을 완전히 뒤엎고 '직원이 왕이다.'라는 사고방식으로 근무하게 하기 위함이다.
- 경기도 봉황시는 이 만화에 등장하는 가상의 도시이며 경기도 시흥시 수준의 규모를 갖고 있다.
- 빠야족은 이 만화에 등장하는 가상의 아마존 부족으로 천리마마트의 세계관에서 부지런하고 말빨 좋기로 유명하다. 원작 만화에서는 뿔로 만든 훈도시만 착용한 나체였으나 드라마판에서는 남아메리카 원주민 풍의 복장으로 바뀌었다.
- 천리마마트의 노조는 정복동 사장이 만들었으며 노조위원장에게는 완장이 아닌 벨트를 지급한다. 노조위원장 벨트는 프로레슬링이나 권투에서 사용하는 챔피언벨트와 동일하게 생겼다.
- 2011년 8월 26일에 TV 애니메이션으로 제작되어 애니메이션 전문채널 투니버스에서 방영된 바 있다.
- 현재 김종학 프로덕션과 시트콤 제작 계약을 맺었다.
- 1부 90화에 원맨 인디밴드 Jimmy Strain의 'Rhapsody of Cho'가 수록되었다. 만화의 핵심 내용인 신자유주의와 대기업의 횡포에 대한 비판으로 가득한 헤비메탈 곡으로, 김규삼 작가는 이 음악이 담긴 90화를 조민달을 위한 특별한 에피소드로 만들어 위선적 매스미디어를 비판하고 미디어에 기대지 않고 자신의 길을 우직하게 걸어가는 진정한 인디(Indie)정신에게 찬사를 보냈다. 이 곡을 시작으로 Jimmy Strain은 여자주인공 조미란을 위한 High Heel, 문석구를 위한 테마 Lunch Box, 이 만화의 정신을 표현한 Man vs. Capitalism, 이 만화의 2부 시작곡 1 + 1 (One + one) 등을 만들었다.'쌉니다 천리마마트'의 OST는 2012년 12월에 출시되었다.

## 같이 보기
- 입시명문 사립 정글고등학교
- 버프소녀 오오라
- 김규삼
- 백화점